# Damasta
Damasta (in greco Δαμάστα?) è un villaggio nel comune di Malevizi ed ex comune, nell'unità periferica di Candia, che contava 305 abitanti al censimento del 2001. Si trova a 27 km dell'autostrada principale che la collega a Retimo. È costruito a forma di anfiteatro sulle pendici settentrionali della collina di Koiti (altitudine 729 s.l.m.) nel complesso montuoso di Ida. Oggi è la sede dell'omonimo dipartimento municipale del comune di Tylissos. Gli abitanti sono impegnati nell'agricoltura, nella zootecnia e nell'apicoltura. Oltre al miele, vengono prodotti anche prodotti di origine animale. Le angurie di Damasta sono piuttosto conosciute. A ovest del villaggio si trova Kampos, una zona fertile dove si produce l'uva da tavola, l'uvetta e verdure. L'acqua nel villaggio viene rifornita da una sorgente presente nella località di Platani sulla collina di Vasiliko. Nell'insediamento sono attivi un circolo culturale e il Club Atletico di Damasta (in greco Αθλητικός Όμιλος Δαμάστας?, Athlītikos Omilos Damastas), che gareggia nel campionato amatoriale locale. C'è anche un campo da calcio che può ospitare 300 spettatori. All'omonimo comune appartiene anche l'insediamento quasi disabitato di Astrino, che contava due abitanti nel 2001.

## Storia
Il nome deriva, secondo lo storico Nikolaos Platon, da "Da Ma", che significa Madre Terra. La Madre Terra era una divinità pre-greca.
Nel 1583, nel censimento di Kastrofylakas, era riferito che Damasta aveva una popolazione di 338 abitanti. Durante l'occupazione veneziana apparteneva alla provincia di Mylopotamos. Nel 1881 non c'erano turchi nel villaggio, secondo il censimento di allora (contava 222 cristiani). Appartenne alla provincia di Mylopotamos fino all'inizio del XX secolo.
Durante l'occupazione nazista, gli abitanti presero parte alla resistenza greca. Per ripicca, i tedeschi distrussero il villaggio e 37 dei suoi abitanti furono giustiziati nella località di Keratidi. In onore dei giustiziati venne eretto un monumento.